# Morue de l'Atlantique
Pour les articles homonymes, voir Cabillaud (homonymie).
 (avril 2023).
Si vous disposez d'ouvrages ou d'articles de référence ou si vous connaissez des sites web de qualité traitant du thème abordé ici, merci de compléter l'article en donnant les références utiles à sa vérifiabilité et en les liant à la section « Notes et références ».
Gadus morhua · Cabillaud, Morue commune, morue franche
Espèce
Statut de conservation UICN

 VU A1bd : Vulnérable
La morue de l'Atlantique (Gadus morhua), aussi appelée morue franche, morue commune, cabillaud ou skrei pour la variété norvégienne, est une espèce de poissons de la famille des gadidés vivant dans l'Atlantique Nord.
Depuis la découverte du Nouveau Monde par les Européens, elle fait l'objet d'une importante pêche commerciale qui a contribué au développement économique de toute la partie nord-ouest de l'Atlantique.

## Description

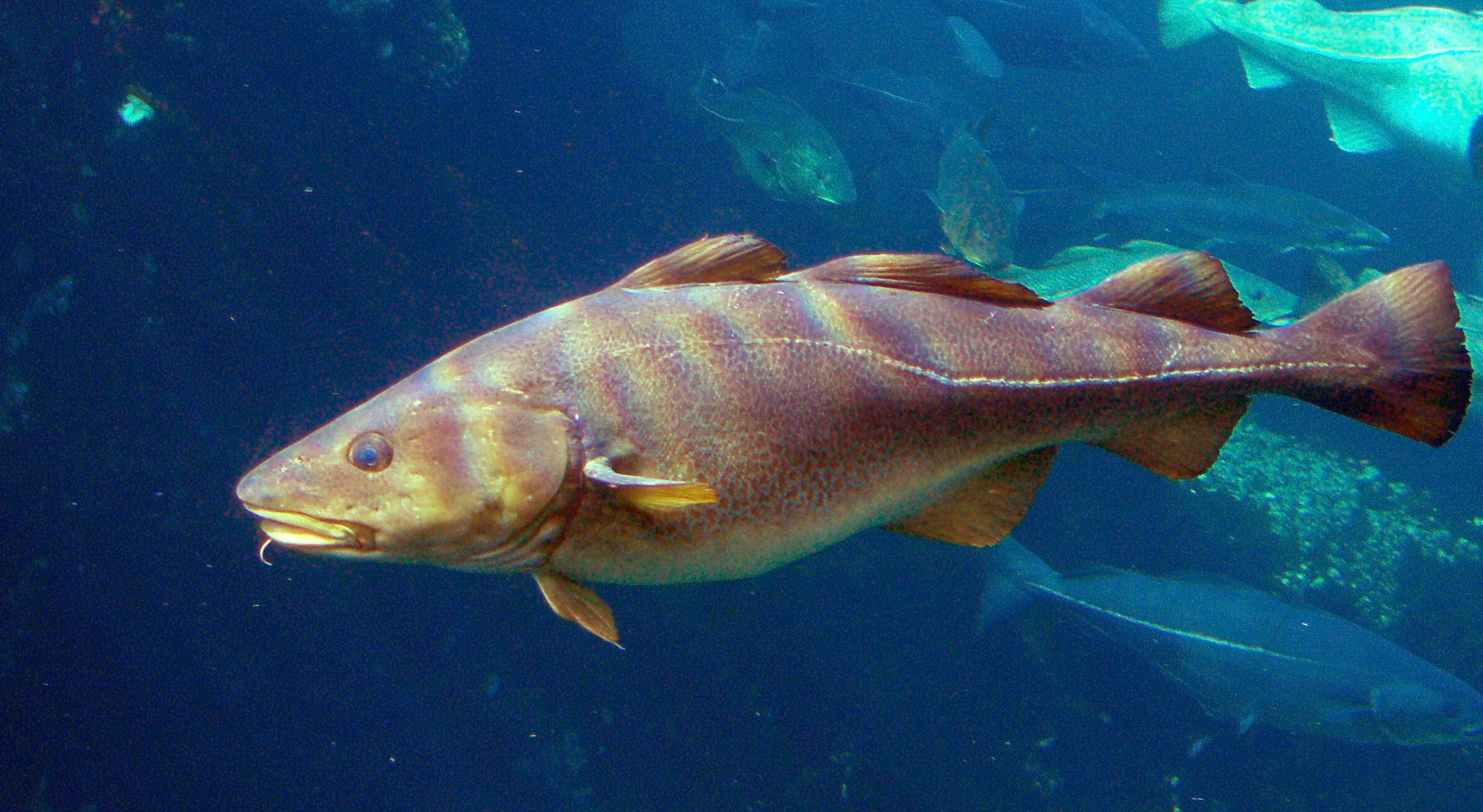
Une morue dans un aquarium de Norvège.

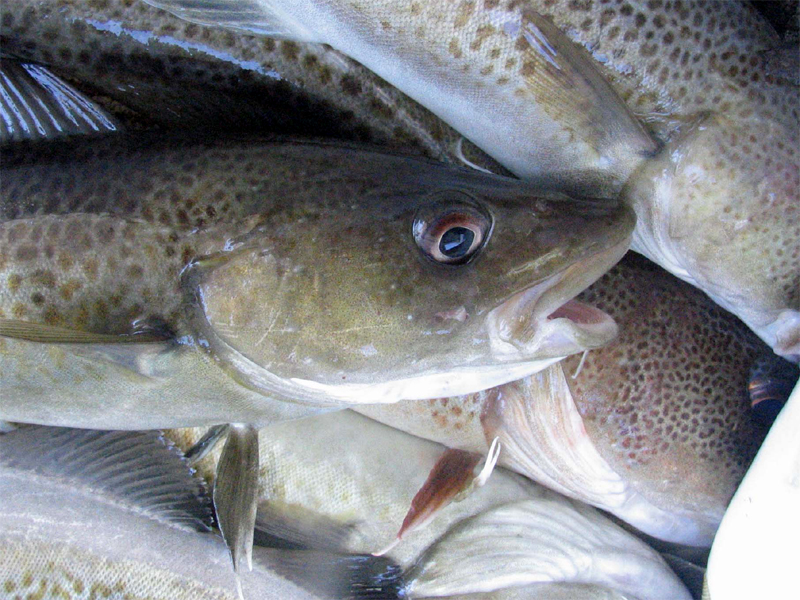
Morues sur un bateau de pêche aux Îles-de-la-Madeleine.

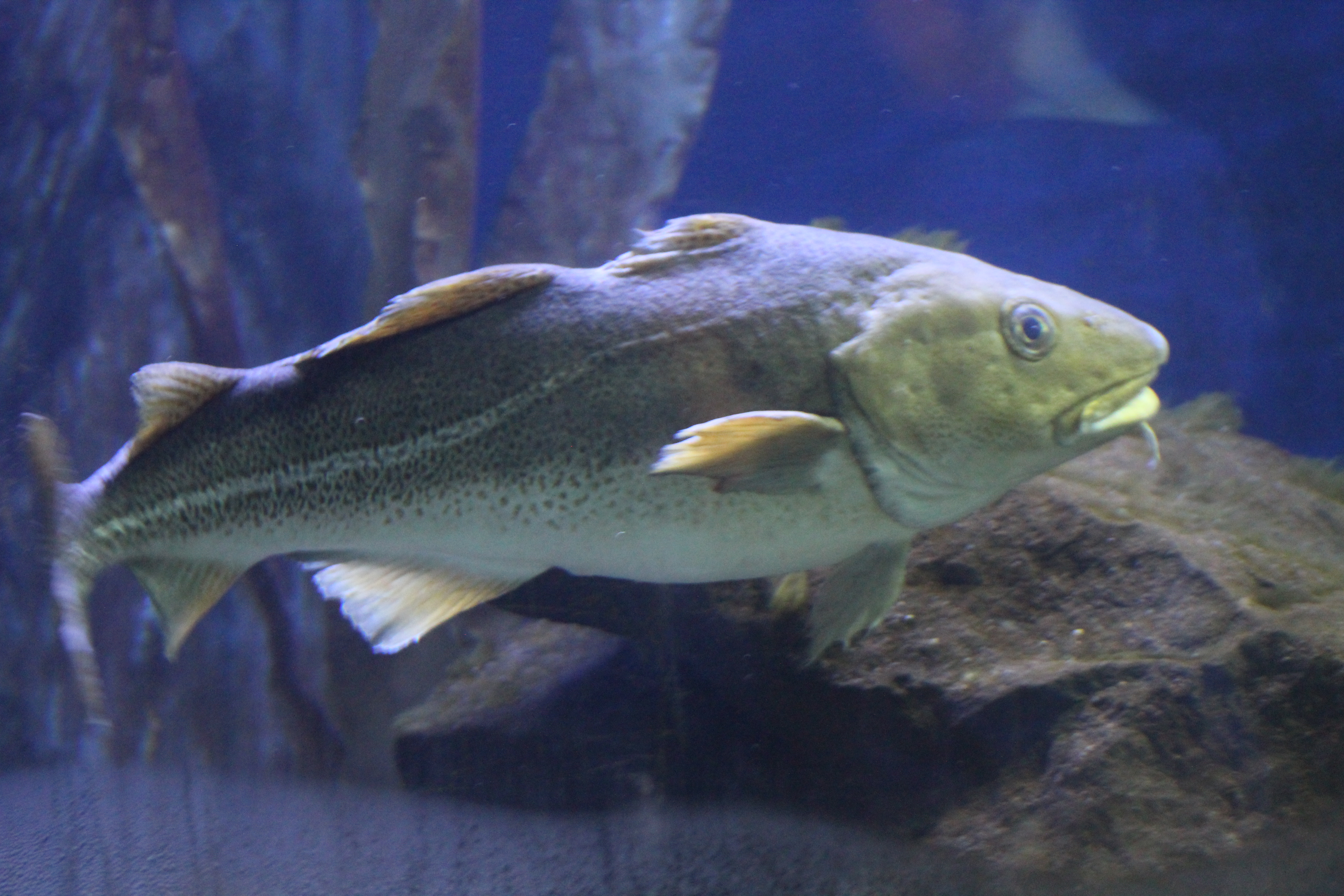
Une morue photographiée à l'aquarium de Québec

Les spécimens moyens pèsent de 2 à 3 kg et mesurent de 60 cm à un mètre. Les plus gros spécimens dépassent un mètre cinquante. La morue n'excède habituellement pas 30 kg, bien qu'on ait prismuseau conique arrondi, au bout duquel elle arbore habituellement sur la mâchoire inférieure un barbillon allongé filamenteux. Sa bouche est grande, la mâchoire supérieure débordante et les ouvertures branchiales, larges. Ses nageoires sont à rayons mous; elle possède trois nageoires dorsales et deux nageoires anales, placées derrière un ventre blanchâtre. Il s'agit d'un poisson généralement gris ou vert, mais il peut aussi bien être brun ou rougeâtre, selon l'habitat auquel sa couleur se marie. Les écailles sont petites et lisses.  La ligne latérale de la morue est arquée sur ses deux cinquièmes antérieurs et ornée d'une bande pâle sur toute sa longueur. La nageoire caudale est légèrement concave, presque carrée. 
Le "skrei" est un cabillaud migrateur de Norvège, génétiquement et physiquement différent du cabillaud dit côtier. Plus grand, sa forme est plus pointue et sa peau plus colorée ; sa chair est particulièrement ferme. 

### Espèces voisines
Son plus proche parent est l'Ogac, dont la queue n'arbore pas de bande pâle près de la ligne latérale et dont les yeux, plus gros, sont aussi un peu plus espacés l'un de l'autre.  L'aiglefin a une bande noire près de sa ligne latérale, la goberge n'a pas de taches, est plutôt bleuâtre, et a une nageoire caudale fourchue, tout comme la morue polaire, qui, de plus, a une mâchoire inférieure débordante.  Une autre espèce voisine de la morue atlantique, Gadus macrocephalus, se retrouve dans les eaux du Pacifique.

## Écologie et comportement
La morue est un poisson actif, prolifique et vorace qui a besoin d'une eau froide et riche en oxygène,.

### Cycle de vie et reproduction

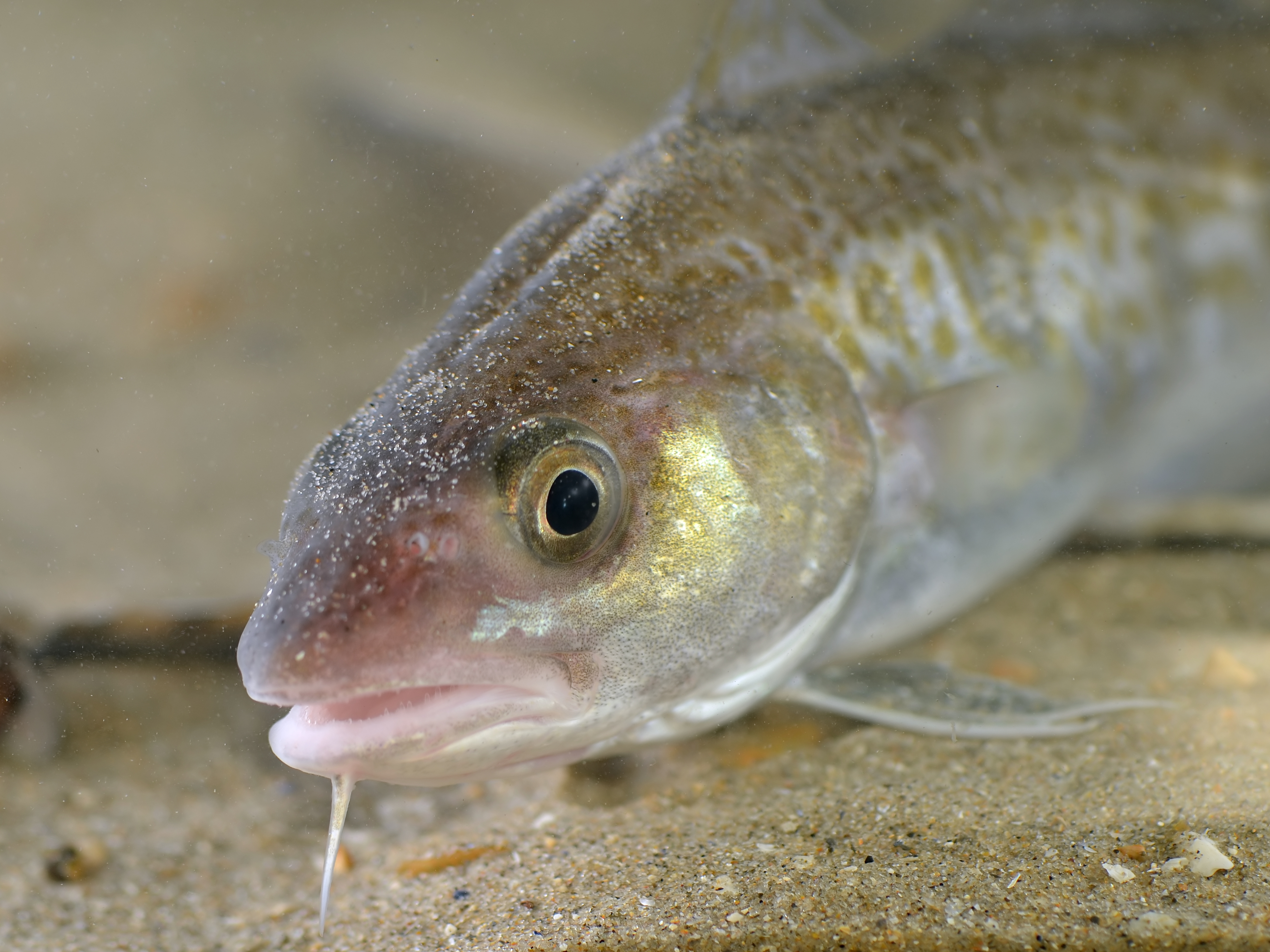
Morue juvénile de la mer du Nord.

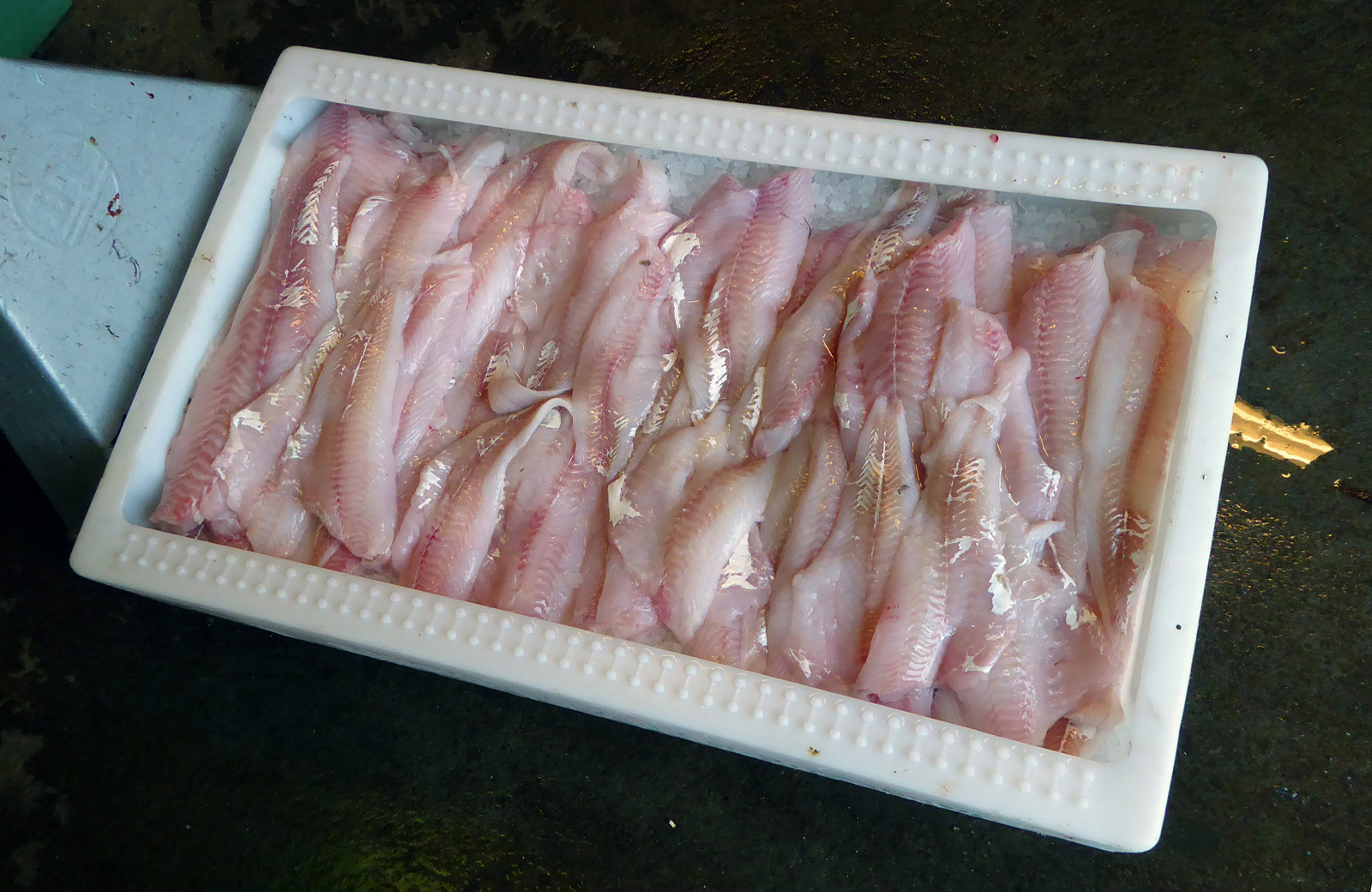
Morue.

La morue de l'Atlantique femelle atteint la maturité sexuelle à environ six ans, bien que l'âge du premier frai varie entre cinq et huit ans, selon le stock. La taille, lors du premier frai, varie habituellement entre 45 et 60 cm de longueur. Les mâles atteignent généralement la maturité un peu plus tôt et ont une taille plus petite que les femelles.
La morue fraye dans un vaste secteur du plateau continental et dans des eaux dont la profondeur varie beaucoup. Celle des côtes du Labrador et du nord de Terre-Neuve fraye de mars à mai le long du versant extérieur du plateau continental, dans des eaux dont la profondeur varie de 200 m à 600 m et la température au fond de 2,5 °C a 4 °C. Sur les bancs de Terre-Neuve, la période de frai dure d'avril à juin. Sur la côte sud de Terre-Neuve, elle commence en mai. Sur les bancs de la Nouvelle-Écosse, la morue fraye en mars et en avril. À l'occasion, dans des régions limitées, le frai a lieu l'automne.
Les femelles d'environ 80 cm de longueur pondent quelque deux millions d'œufs, tandis que celles d'environ 130 cm en produisent plus de 11 millions. Les œufs sont ronds et ont un diamètre de 1 à 2 mm. Ils peuvent flotter dans des eaux dont le degré de salinité est d'environ 30 % (eaux côtières de surface). Ils remontent donc à la surface ou à proximité au moment de l'éclosion. Les œufs fertilisés qui flottent ainsi à la surface et les larves qui en résultent sont à la merci des courants et courent d'énormes risques face à leurs prédateurs. Le taux de mortalité est stupéfiant. Des millions d'œufs pondus par chaque femelle, seulement un par million en moyenne réussit à terminer le cycle et à devenir un poisson mature. La larve nouvellement éclose (d'une longueur d'environ 5 mm) se nourrit du sac vitellin attaché à son abdomen pendant une ou deux semaines, après quoi le vitellus est absorbé. La larve doit alors commencer à trouver ses propres proies. À environ 4 cm, la jeune morue descend au fond de l'océan ou à proximité pour s'y nourrir. Les baies de la côte est de Terre-Neuve servent d'aires de croissance pour les jeunes du grand stock de morue du nord habitant les côtes sud du Labrador et est de Terre-Neuve.
Au bout de 4 à 5 ans, elle mesure de 40 à 50 cm environ. À 8 ans, de 50 à 80 cm et, à 12 ans, de 60 à 90 cm.  Elle est munie d'une vessie natatoire pouvant se remplir de gaz, lui permettant d'obtenir différentes flottabilités.  Elle tolère des températures allant d'un peu moins de 0 à environ 19 °C.
On peut déterminer l'âge de la morue en comptant les anneaux qui s'ajoutent chaque année aux otolithes, deux concrétions minérales blanc perle qui constituent le mécanisme d'équilibre dans le crâne de la morue. Le rythme de croissance de la morue franche varie selon les secteurs. Il peut aussi y avoir des différences dans le taux de croissance annuel du même secteur, selon l'importance des populations, la température de l'eau et la nourriture. De façon générale, la morue du Labrador et de la côte est de Terre-Neuve croît moins rapidement que celle du secteur sud des bancs. Elle croît également moins rapidement dans le golfe du Saint-Laurent que sur les bancs de la Nouvelle-Écosse et sur le banc de Georges (en). La plus grande partie de la morue prise par les pêcheurs du Canada atlantique a de quatre à huit ans. Il est rare de prendre des morues de plus de 15 ans, bien que les registres indiquent la prise d'un spécimen de 27 ans, durant les années 1960, au Labrador.

### Alimentation
Les alevins se nourrissent principalement de rotifères, d'amphipodes et d'autres petits crustacés vivant dans le plancton, tandis que les jeunes poissons consomment surtout des crevettes comme les euphausiacées, des amphipodes et des larves de poissons, de mollusques et de crustacés. Quant à la morue adulte, elle affectionne principalement le capelan, le hareng, le lançon, les plies, le jeune flétan du Groenland, les crabes, les crevettes, les ophiures, les cténophores et toute une gamme d'autres poissons, mollusques et crustacés, mais elle consomme aussi le maquereau, l'alose, le gaspareau, le sébaste, les chaboisseaux, les tanches-tautogues, les limandes, le cardeau, la lompe, de jeunes gros gadidés et parfois des oiseaux de mer. En fait, la morue mange presque n'importe quoi, y compris des pierres, afin de pouvoir digérer les anémones de mer, les hydroïdes et d'autres organismes parasites.

### Prédateurs et parasites

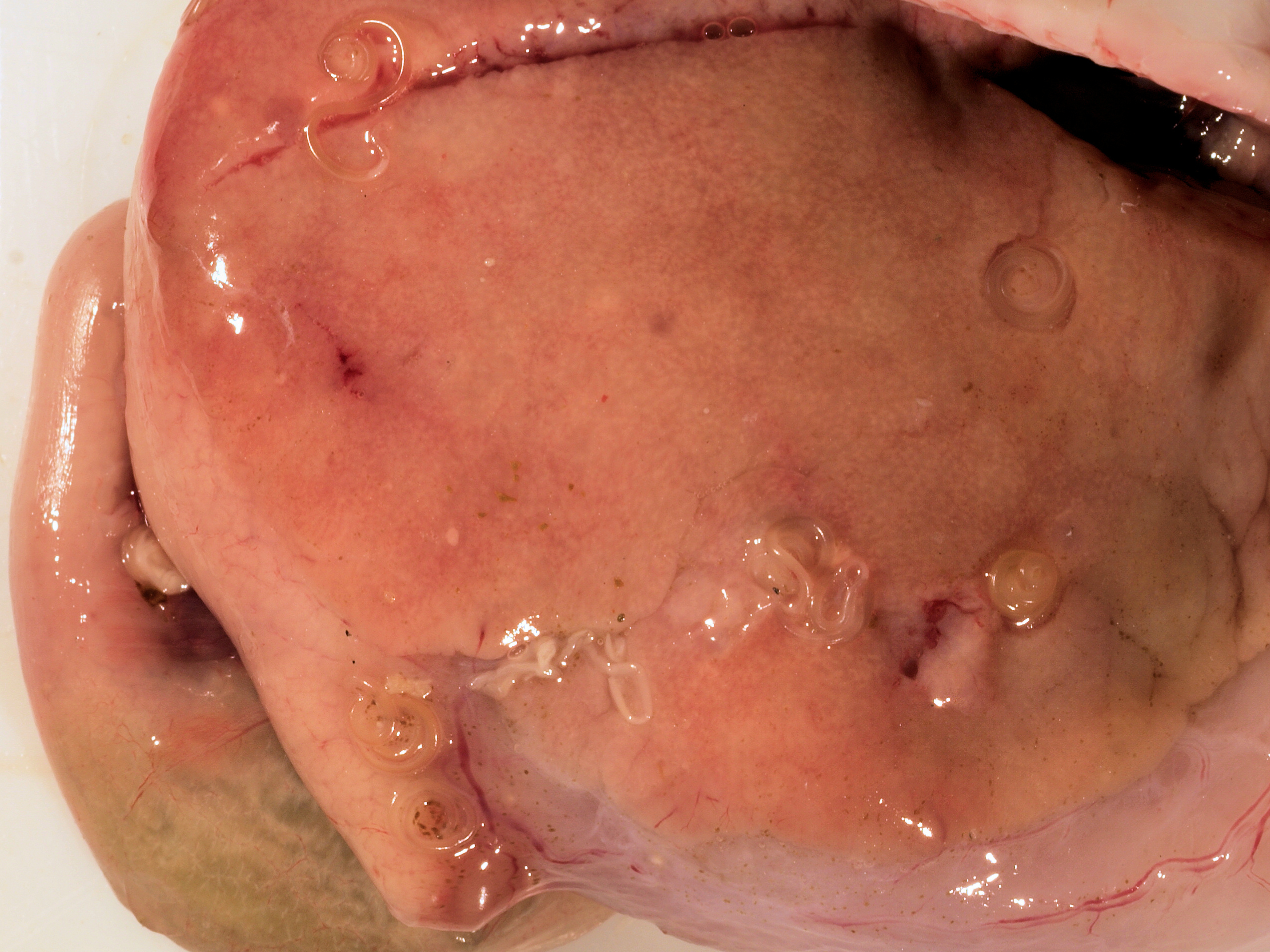
Ver parasitaire (Anisakis simplex) dans le foie d'une morue pêchée au nord du plateau continental belge.

La morue est depuis longtemps pêchée par les humains. C'est, en outre, une proie naturelle des mammifères marins, tel le phoque, et de plus gros poissons, tels les requins, le flétan ou de plus grosses morues.  Son régime alimentaire assez varié lui procure des vers parasites, des vers ronds (nématodes), appartenant à la famille des Anisakidae, dont on peut citer Pseudoterranova decipiens. Ces vers auront pour hôtes ultimes les mammifères marins, qui les reintroduiront dans la chaîne alimentaire via leurs excréments. On retrouve davantage de parasites chez les morues de certaines régions, plus près des côtes, généralement, et là où les populations de phoques sont concentrées. Ces vers se logent dans l'estomac, sur le foie et dans sa chair, spécialement près du système digestif.  Les techniques de mirage à l'aide d'une lampe fluorescente permettent d'isoler ces parasites et d'éliminer les kystes indésirables.
La morue de l'Atlantique est aussi parasitée par le copépode Caligus curtus.

## Répartition et habitat

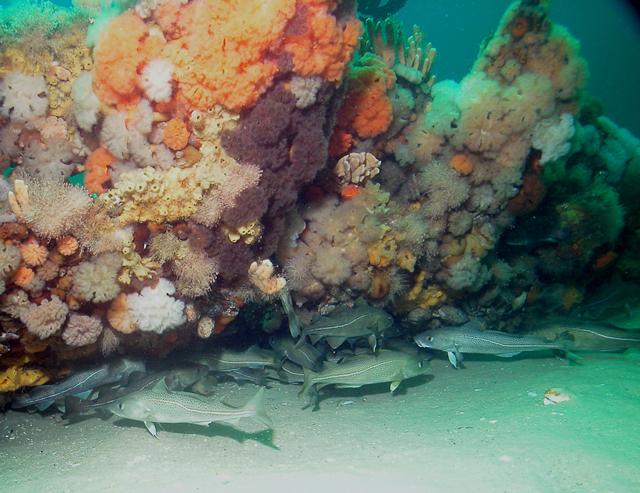
La Morue de l'Atlantique est un poisson démersal.

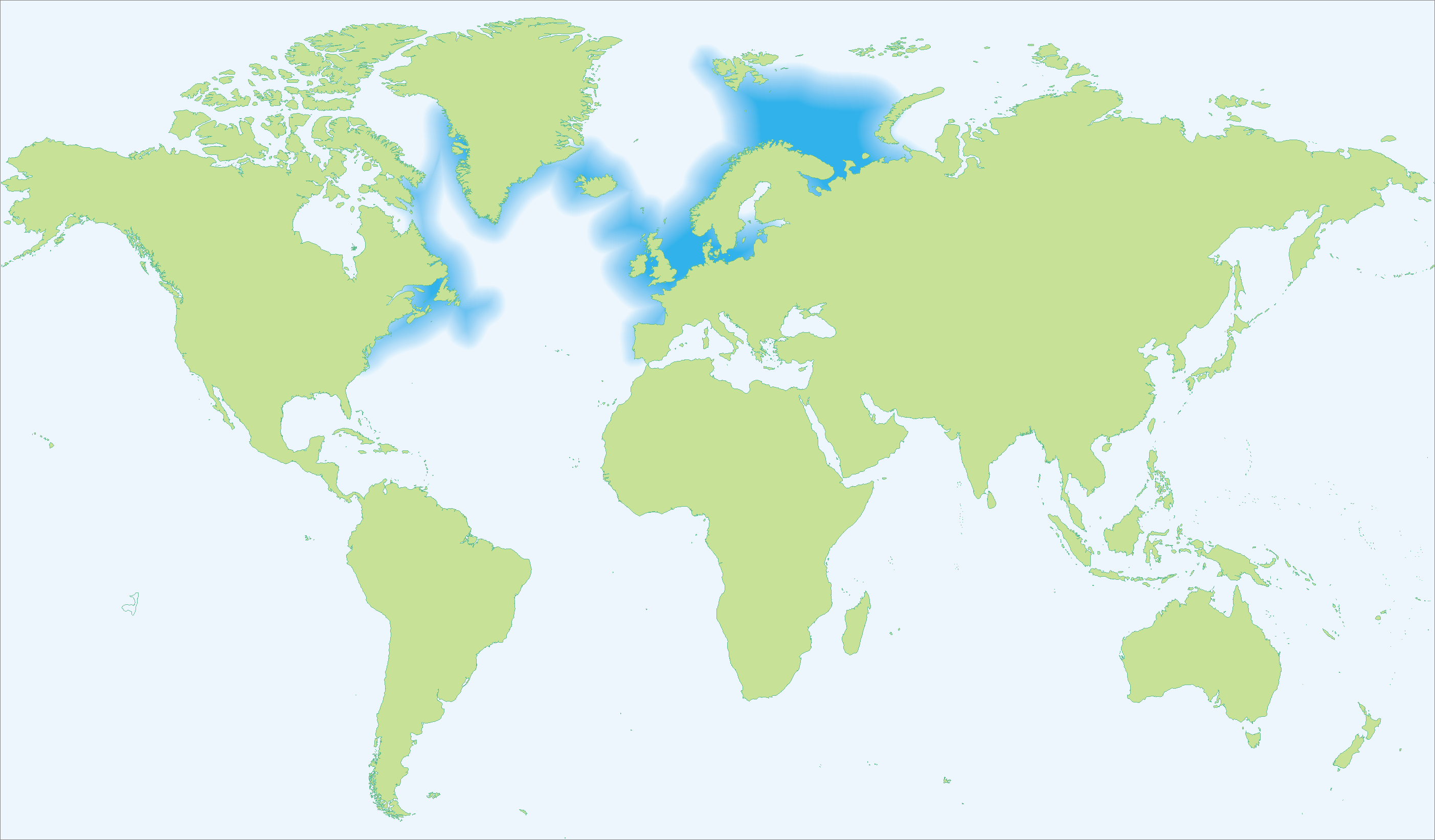
Répartition de la Morue de l'Atlantique.

On retrouve la morue des deux côtés de l'Atlantique Nord, à différentes profondeurs et distances des côtes, selon la période de l'année, dans des eaux froides, allant de 0 à 15 °C, se rapprochant des côtes en été et s'en éloignant en hiver.  Bien que la morue fasse des migrations et qu'elle se déplace aux différents stades de sa vie, les stocks ne s'entremêlent pas à de grandes distances.
- Du côté américain, on trouve la morue de l'Atlantique des eaux côtières peu profondes (environ 5 m) jusqu'à l'accore du plateau continental, dans des eaux pouvant atteindre 6700 m de profondeur. On la rencontre le long des côtes est et ouest du Groenland. Du côté canadien du détroit de Davis, les stocks de morue ne s'étendent pas aussi au nord qu'à l'ouest du Groenland. La limite nord de l'espèce se trouve au large de la baie de Frobisher et s'étend jusque dans la baie d'Ungava. La morue est plus abondante le long de la côte du Labrador et au large de Terre-Neuve. On en trouve au Bonnet flamand, sur les bancs de Terre-Neuve, dans le golfe Saint-Laurent, sur la plateforme de la Nouvelle-Écosse, dans le golfe du Maine et aussi loin au sud que le cap Hatteras.
- Du côté européen, la distribution va au large de l'Islande, de l'île de l'Ours et de la Nouvelle-Zemble et du Spitzberg jusqu'au golfe de Gascogne en passant par la mer Baltique et les îles Britanniques.

## La Morue de l'Atlantique et l'Homme

### Historique
La pêche à la morue remonte en Norvège au Xe siècle apr. J.-C. lorsque les Vikings norvégiens, qui ont été parmi les premiers à faire le commerce de cabillauds, ont reconnu sa valeur. Sa première exportation s’est faite vers l’Angleterre en 875 apr. J.-C. Au début des années 1100, le roi Øystein I Magnusson a pris conscience de sa valeur et a ordonné à chaque pêcheur de lui payer une taxe de cinq morues.
Entre le IXe  et le  XIe siècle, les Vikings partent à la conquête de l’Europe et attaquent l’Angleterre, l'Irlande et la France. Ils vont même en Méditerranée et jusqu’à Constantinople, apportant avec eux la base de leur alimentation : la morue.
À partir du XIVe siècle, c’est la puissante ligue hanséatique (la Hanse) qui assure sa distribution à travers toute l’Europe chrétienne. La ville de Bergen, dans le Sud de la Norvège devient en effet en 1360 l’un des quatre grands comptoirs de la puissante ligue hanséatique, avec Londres en Angleterre, Bruges dans les Flandres et Novgorod en Russie. Les échanges commerciaux liés à la morue, appelé le Bergenshandelen en norvégien, permettaient la circulation de produits tels que le Skrei vers l’Europe et la farine, le seigle, le malt, la bière, le matériel de pêche…

#### Nouveau monde

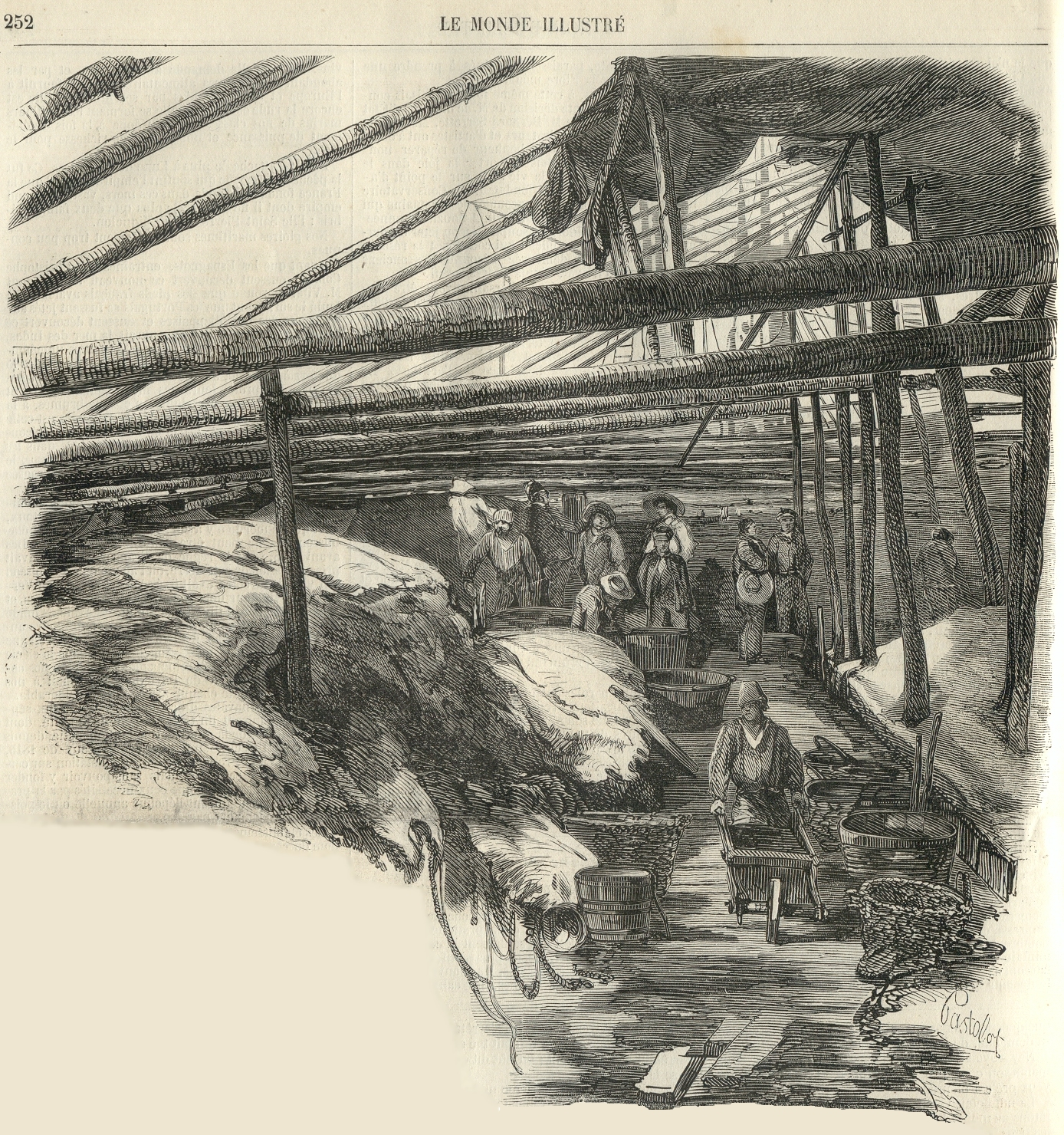
La pêche de la morue à Terre-Neuve en 1858

La morue de l'Atlantique doit son surnom de « monnaie de Terre-Neuve » au fait qu'elle avait, au début de la colonisation de la Nouvelle-Angleterre, une importance économique majeure. Une morue en bois sculpté ornait ainsi la Massachusetts House of Representatives, à Boston, en l'honneur de la contribution de ce poisson au bien-être du Commonwealth.
La morue de l'Atlantique a joué un rôle important dès le début de la colonisation de l'Amérique du Nord. Les Portugais ont commencé à pêcher dans les eaux de Terre-Neuve en 1501, et les Basques français et espagnols, au début des années 1500. Les Anglais ont mis plus de temps que les Français, les Espagnols et les Portugais à exploiter les ressources du Nouveau Monde, mais une fois le retard rattrapé, la marine britannique en a tiré une expérience qui a contribué à assurer plus tard sa suprématie sur les mers du monde.
C'est notamment chez cette espèce que Garth Fletcher a étudié dans les années 1980 les protéines d'adaptation au froid qu'il considèrera aussi plus tard comme protéine d'intérêt pour la création de poissons transgéniques.

### Pêche

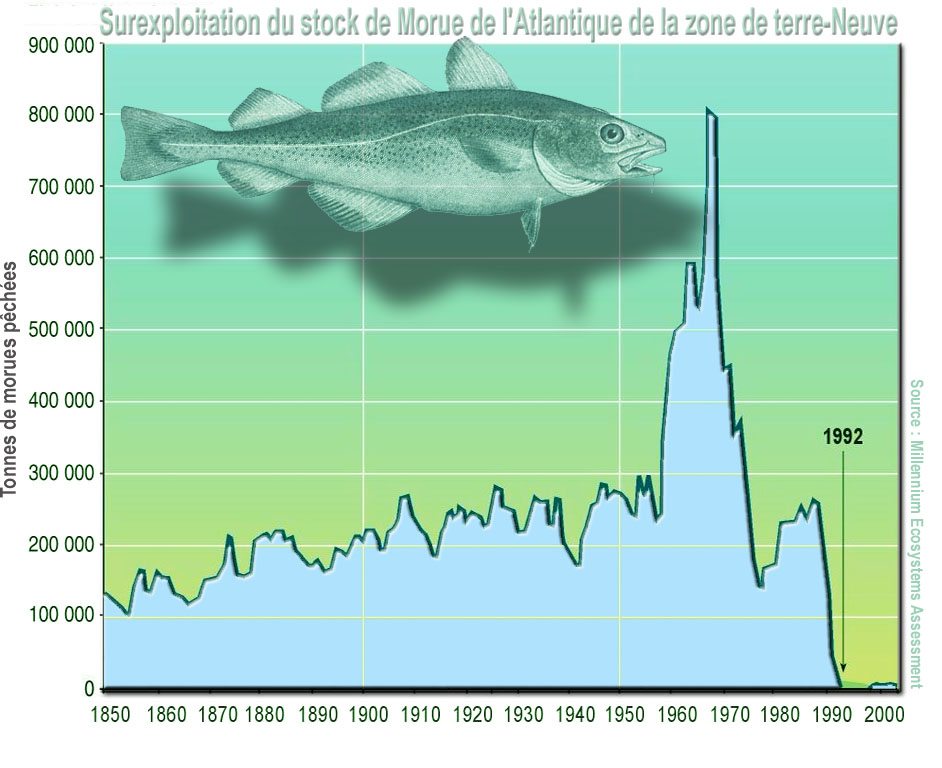
Évolution des stocks de morue de l'Atlantique au large de la côte Est de Terre-Neuve.

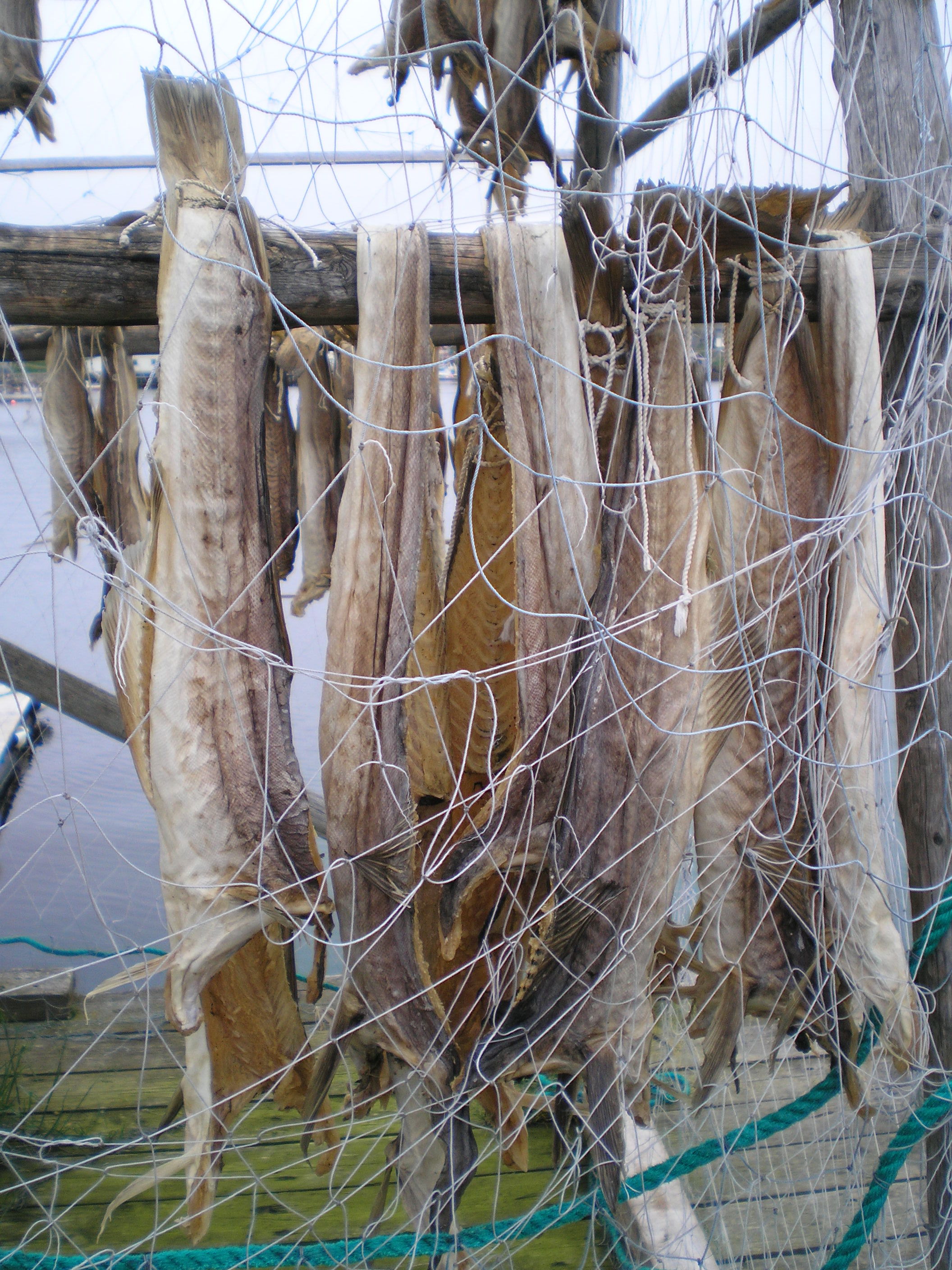
Morue de l'Atlantique séchant au soleil en Norvège.

La morue a toujours occupé une place d'importance dans les marchés d'alimentation et la gastronomie de l'Atlantique Nord.  La surpêche, ou la pêche intensive faite par différentes nations sur plusieurs décennies, est sans doute la cause principale de son déclin et de son statut d'espèce menacée. Exploitée depuis cinq siècles de l'Atlantique à la Baltique, de la mer de Barents à la mer du Nord, la morue a nourri des générations. Mais depuis les années 1970, les ressources s'épuisent et les captures dégringolent. Aujourd'hui, ce sont principalement  des juvéniles, qui n'ont pas eu le temps de se reproduire, qui sont péchés, et il n'y a guère plus de morue dont le poids excède les 100 kilogrammes. La situation paraît même irréversible pour certains stocks : malgré l'adoption d'un moratoire en 1992, les populations de bancs canadiens de Terre-Neuve continuent de décliner. Preuve que les mesures de conservation doivent être prises avant que tout l'écosystème n'ait été affecté. Les changements climatiques, la pollution et la croissance des populations de prédateurs sont aussi d'autres pressions environnementales jouant un rôle sur la santé et la reproduction de l'espèce.
On a récemment montré que de jeunes morues franches exposées à de faibles doses de pétrole ( brut de mer du Nord) comprenant des alkylphénols et hydrocarbures aromatiques polycycliques  dans l'eau présentaient d'importants changements dans la composition de leur protéines du plasma ; 137 protéines étaient exprimées différemment, selon le niveau d'exposition au pétrole brut et bon nombre des changements survenus apparaissaient après de faibles niveaux d'exposition. L'étude de ces protéines laisse penser que ce pétrole a des effets sur la fibrinolyse, le système immunitaire, la fertilité, la résorption osseuse, le métabolisme des acides gras et l'augmentation du stress oxydatif, avec aussi des troubles de la mobilité cellulaire et une augmentation du taux de protéines associées à l'apoptose. Un des apports de cette étude est que certaines protéines du plasma de cabillaud pourraient devenir des biomarqueurs reflétant les effets potentiels de pétrole brut et le fait qu'un poisson ait été exposé à du pétrole avant d'avoir été pêché.

#### Réglementations et stocks
La Norvège est l’un des pays (avec le Japon) où l’on trouve les plus anciennes réglementations sur la pêche. Dès le XVIIe siècle, les matériels de pêche jugés trop efficaces ont été interdits. À cette époque, on pêchait principalement selon une méthode appelée Jukse, c'est-à-dire avec une ligne, un hameçon et un leurre. Puis, d’autres méthodes sont apparues, comme le filet, accusé d’être une technique de « riches et d’étrangers ». Le rendement était meilleur, le filet ramenait à bord des prises plus importantes. Mais ces méthodes ont été accusées d’être à l’origine de la raréfaction du poisson. Des plaintes ont été adressées au roi et le résultat fut l’interdiction du filet. Dans l’archipel des îles Lofoten, la première réglementation relative à la pêche est apparue en 1816.
Contrairement aux autres régions, qui ont beaucoup souffert des excès de la pêche industrielle tel l'Islande ou aux abords de Terre-Neuve, les réserves de morues norvégiennes sont bonnes et ne sont aucunement menacées. En 2012, la biomasse totale dans la mer de Barents est estimée à environ 2,8 millions de tonnes, ce qui fait de cette population de cabillauds la plus importante au monde. La reconnaissance de l'importance de la morue en Norvège a en effet contribué à transformer la pêche dans l'archipel des îles Lofoten en l'une des pêcheries les mieux organisées et les plus strictement réglementées au monde.
Dans les années 1990, le gouvernement norvégien a mis en place une très stricte politique de quotas de pêche de la morue. Une autorité propre à la pêche contrôle de manière constante les activités de pêche et s'assure que la pêche ne commence pas avant une heure prédéterminée chaque jour. Les zones où ont lieu des activités de pêche sont réparties en fonction du matériel utilisé par les pêcheurs.
Les stocks de ce poisson sont depuis 2000 en progression. Les stocks de morue en Norvège dépassent les deux millions et demi de tonnes, pour un prélèvement annuel de 751 000 tonnes en 2012 (596 000 tonnes en 2009),,.

### Utilisations alimentaires

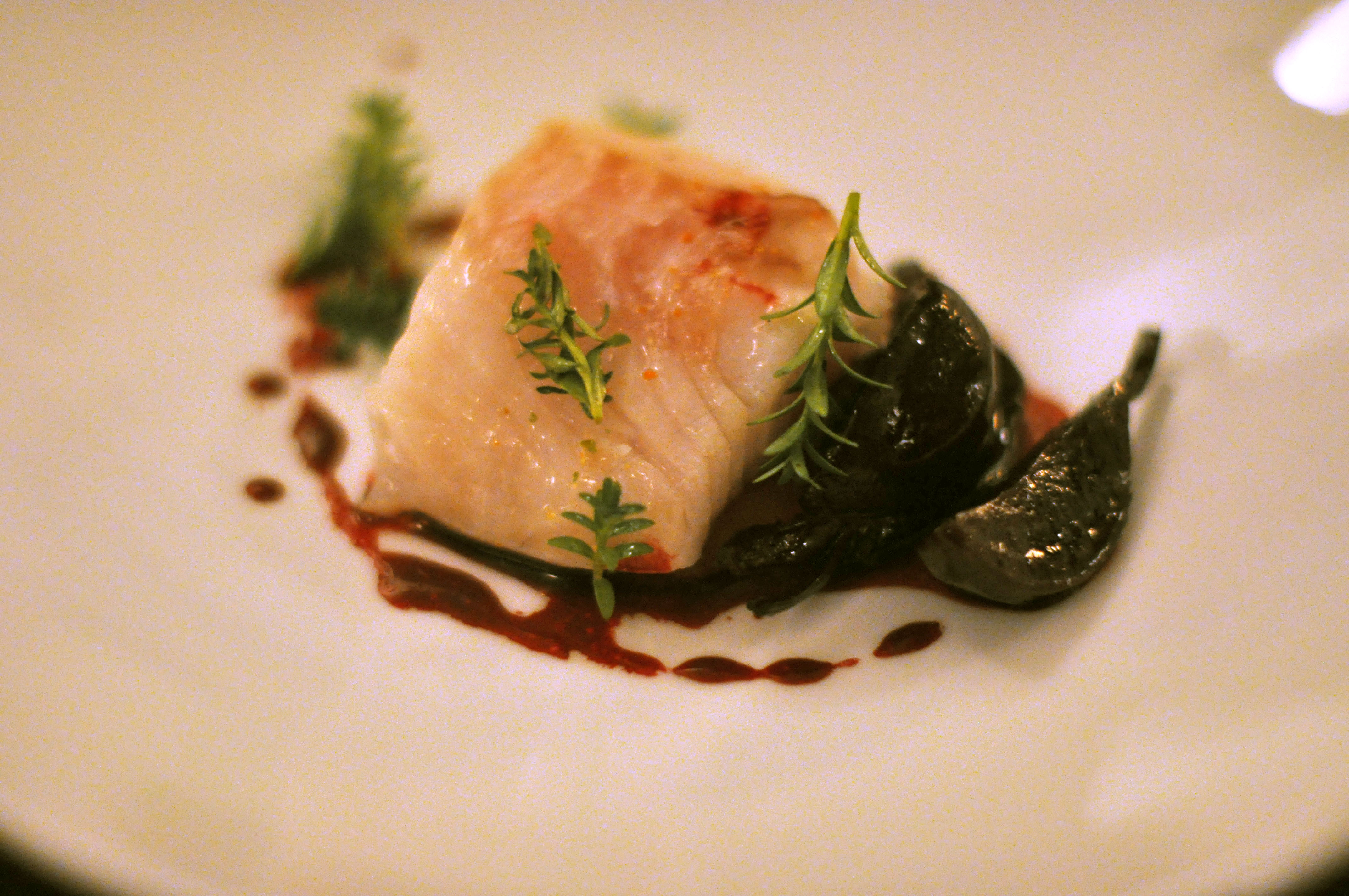
Morue aux betteraves et aux herbes.

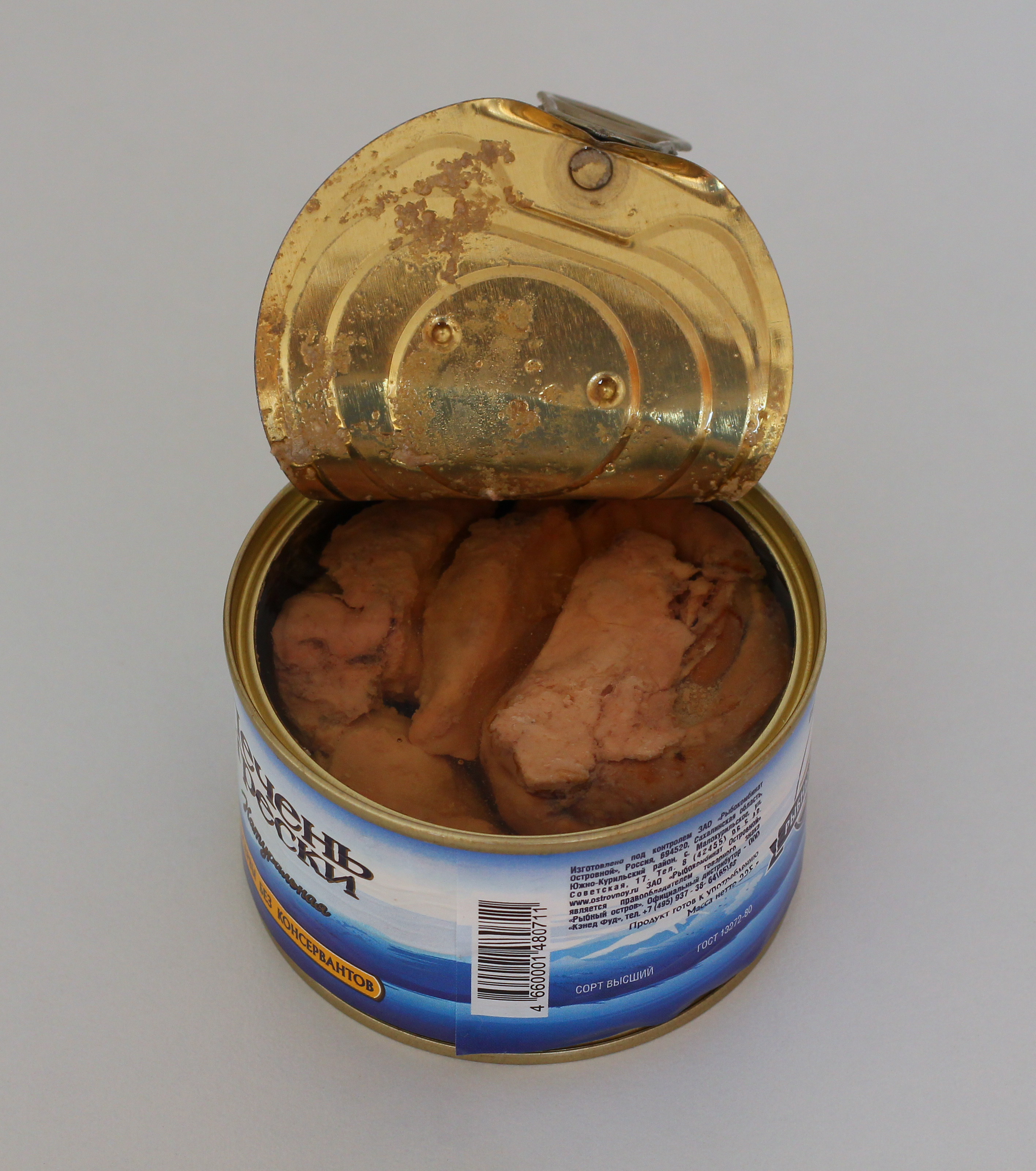
Une boîte de conserve de foie de morue russe.

Le morue est l’un des poissons les plus maigres car il stocke ses graisses superflues dans son foie et non dans ses muscles. C'est un poisson à chair floconneuse, délicate et maigre. La morue est appréciée entière; sa tête contient aussi de goûteuses joues et langues. On consomme également sa vessie natatoire (aussi appelée « nove »), son estomac, son foie (et l'huile de foie de morue) et ses œufs (aussi appelés « rave »). Si le poisson est entier, il est possible que sa chair contienne des vers (nématodes) qui sont inoffensifs une fois cuits. La morue est vendue fraîche, congelée, congelée panée, salée, fumée, salée séchée ou séchée. Elle est la vedette de plusieurs plats traditionnels et gastronomiques, comme la brandade, les acras, le pâté de foie, les galettes à la morue salée ou les œufs en tarama.  Elle se mange aussi très bien pochée, en omelette, en gratin ou en soupe, la cuisson au four seyant bien pour les fins de cuisson.
La morue, avant d'être salée, fermente sous l'action de bactéries, tout en perdant de son eau, d'où l'odeur «faisandée» si caractéristique de la morue salée[réf. souhaitée].
Une portion de morue de 100 g, grillée, contient 105 calories. La chair est composée aux trois quarts d'eau, mais elle en perd continuellement.  Elle est constituée à 22,8 % de protéines et à 0,9 % de lipides incluant un 0,055 % de cholestérol, un 0,2 % d'acides gras saturés, un 0,1 % de monoinsaturés et un 0,3 % de polyinsaturés, dont un 0,2 % sont des omégas-3. C'est donc un poisson maigre qui contient néanmoins de bons acides gras.  Contenant 9 acides aminés essentiels, c'est une source complète de protéines.  C'est aussi une excellente source de sélénium, d'iode et de vitamine B12 et une bonne source de phosphore, de magnésium et de vitamines D, B3 et B6.
L'huile de foie de morue est une huile de poisson particulièrement riche en omégas-3 essentiels, est réputée pour aider à la croissance et au développement intellectuel des enfants. Elle est aussi traditionnellement recommandée en cas d'ostéoporose ou de fracture.  La vessie natatoire, cartilagineuse, est riche en gélatine.
| Valeurs nutritionnelles de Skrei | Matières grasses (g / 100 g) | Glucides (g / 100 g) | Protéines (g / 100 g) |
| -------------------------------- | ---------------------------- | -------------------- | --------------------- |
| Filet / darne                    | 0.3                          | 0.1                  | 18                    |
| Œufs                             | 1.7                          | 0                    | 23.3                  |
| Foie                             | 60.3                         | 0.7                  | 6.2                   |

Tous les chiffres exprimés en g / 100 g proviennent d’échantillons frais.

## Filmographie
- Pierre Guyot, SKRIDA : Des poissons et des hommes, 52 minutes, © PressPartner Productions / Histoire / CRRAV, 2010